# ベーコーン
ベーコーン(Bacone)とは、アメリカの朝食メニューで、アイスクリームコーンの形にしたベーコンにスクランブルエッグ、チーズ、ハッシュドポテトをつめ、カントリーグレイビーをかけてビスケットをのせたもの。
レシピを考案したクリスティアン・ウィリアムスとメリッサ・ティルマンは、カリフォルニア州サンフランシスコで2009年に行われたベーコン・キャンプでこのベーコーンを初披露し、審査員賞を受賞した。その後、地方だけでなく全国区のメディアからも関心が寄せられ、グルメ雑誌のグルメ・マガジンにも取りあげられた。さらに食に関する専門チャンネルフード・ネットワークの料理番組「ホワット・ウッド・ブライアン・ボイタノ・メイク?」でも特集が組まれ、ウィリアムスがブライアン・ボイタノに作り方を実演してみせた。 